# 小佐野景浩
小佐野 景浩（おさの かげひろ 1961年9月5日 - ）は、プロレスライター・評論家。
かつて存在したプロレス雑誌・週刊ゴングの元編集長で、日本スポーツ出版社編集企画室長、執行役員を歴任した。
実弟は鉄道ライター・東洋経済新報社記者の小佐野景寿（ペンネーム：小佐野カゲトシ）。

## 来歴
小学生の頃からプロレスに造詣を持ち、高校生の時に新日本プロレスの私設ファンクラブ「炎のファイター」を設立し、中央大学入学と共に、日本スポーツ出版社の月刊ゴング編集アルバイトスタッフとして入社。1983年に大学を中退し正社員となり、1984年4月に全日本プロレス担当記者となる。
週刊ゴングの創刊後は、全日本プロレスを始めとした数多くのプロレス団体の取材を担当し、天龍源一郎の番記者として知られた。
1994年から編集長を務め、1999年に編集企画室長就任。2002年11月から執行役員に昇進し、2004年9月に退社。
退社後はフリーのプロレスライターとして現在に至る。

### ゴング時代
ゴング時代は、ゴングが全日本がスタン・ハンセン引き抜きをスクープし、ハンセンとブルーザー・ブロディの2ショット写真を別冊ゴング1982年1月号に掲載したところ「外人レスラー引き抜きに暗躍する一部マスコミ」という記事を掲載した『月刊プロレス』1982年2月号を見た坂口征二がゴングがハンセンの引き抜きに関与しているとして小佐野を呼び出し、小佐野に対して怒鳴りつけたことがある。その後小佐野が証拠となるポジフィルムを見せると約束し、竹内宏介が坂口にポジフィルムを見せている。。後に小佐野は、別冊ゴング1982年1月号の表紙に関して「アメリカで撮影された写真を温存し、出すタイミングを計っていただけ」と語っている。
その後は天龍源一郎の番記者として、天龍に関する数々の記事を手がけた。1985年に発生した阿修羅・原による一連の長州力襲撃や天龍に対する挑発では、小佐野は原から連絡先をもらった上で、原が都内で行っていた秘密特訓をスクープした。1990年4月、天龍が全日本プロレスを退団するという話を誰よりも早く知ったプロレス記者は小佐野である。小佐野はその後のSWSなどの動きを把握しないまま記事を書き、4月25日発行のゴングの表紙に小佐野が伝え聞いた「ジャンボに負けたら辞めるよ」の文字が掲載された。
『週刊プロレス』編集長ターザン山本は、天龍が小佐野を使ってゴングに情報をリークした物だと決め付け、ゴングやSWSへのバッシングを開始した。小佐野は2008年週プロのインタビューで、天龍の退団のことは結果的にジャイアント馬場と天龍が話し合いをする前日に本が発行されることになり双方に迷惑をかけてしまったと振り返った。
1995年、週刊プロレスが東京ドームにて「夢の架け橋」を主催者として開催。ゴングは「夢の架け橋」に賛同しなかったWARが同日に開催した、目と鼻の先の後楽園ホールでの大会を小佐野と天龍との関係から後援するような状態になり、これを機に小佐野率いるゴングは、対週プロ（対ターザン山本編集長）の姿勢を強めた。しかし翌1996年、山本が新日本プロレスなどから取材拒否を受けて週プロを引責辞任したことで、部数を落とした週プロを追い抜きところてん式にプロレス雑誌売り上げトップになったことについては「同じ土俵で勝負したかった」と語り、不本意な出来事だったとしている。

## 執筆

### 連載
- サンデー小佐ポン（2009年9月6日‐2017年9月3日、週プロモバイル）
- 平成プロレス名勝負裏リングサイド（「アサヒ芸能」2013年-2014年、徳間書店）
- プロレス黄金時代　昭和の名勝負裏実況（「アサヒ芸能」2014年‐2017年12月29日特大号、徳間書店）
- 90年代プロレス戦国時代　ウラ実況！（「アサヒ芸能」2017年１月５・12日年末年始合併特大号‐、徳間書店）
- 小佐野景浩のプロレス歴史発見（2014年12月7日-、Dropkickチャンネル）

## 書籍

### 単著
- 『SWSの幻想と実像―日本マット界を震撼させた企業プロレスとは何だったのか!?』（1999年10月1日、日本スポーツ出版社）ISBN 978-4930943248
- 『昭和プロレス維新―BIという強大な時代の壁に挑んだ長州ジャパン・プロ』（2000年10月1日、日本スポーツ出版社）ISBN 978-4930943415
- 『天竜同盟十五年闘争―歩む道は違っても心に宿るレボリューション魂天竜、原、川田、冬木、小川…5人の生きざまとは』（2002年9月1日、日本スポーツ出版社）ISBN 978-4930943651
- 『プロレス秘史1972-1999』（2017年12月19日、徳間書店）ISBN 978-4198645281…アサヒ芸能連載の一部を再構成したもの
- 『永遠の最強王者 ジャンボ鶴田』（2020年5月13日、ワニブックス）ISBN 978-4847099199
- 『至高の三冠王者 三沢光晴』 (2021年12月18日 、ワニブックス)
- 『永遠の最強王者ジャンボ鶴田 完全版』(2025年5月13日、日本ビジネスプレス）

### 共著
- 天龍源一郎、菊池孝『天龍源一郎 天地に愧じず』（1998年1月1日、ビレッジセンター出版局）ISBN 978-4894361089